# Flottenhunderter
Der Flottenhunderter, manchmal auch als blauer Hunderter bezeichnet, ist eine Banknote des deutschen Kaiserreichs. Er wurde erstmals am 7. Februar 1908 ausgegeben und blieb theoretisch bis 1925 gültiges Zahlungsmittel, verschwand jedoch aufgrund der Inflation Ende 1922 aus dem Zahlungsverkehr. Es existieren drei Ausgaben, die an den Druckdaten unterschieden werden. Die erste Ausgabe ist datiert auf den 7. Februar 1908, die zweite auf den 10. September 1909 und die dritte auf den 21. April 1910. Von letzterer gibt es eine Variante mit grünem statt rotem Siegel. Die Scheine mit grünem Siegel wurden von Ende 1918 bis Anfang 1923 nachgedruckt.

## Geschichtlicher Hintergrund
Anfang des 20. Jahrhunderts baute das Deutsche Kaiserreich unter Kaiser Wilhelm II. eine moderne und schlagkräftige Hochseeflotte auf. Aufgrund der besonderen Vorliebe Wilhelms für die Kaiserliche Marine erschienen Flottendarstellungen damals besonders häufig. Die Banknote wurde im Volksmund „Flottenhunderter“ genannt. 
Sie ist überladen mit militärischen und historischen Bezügen und war bestimmt von den Einkreisungsängsten jener Zeit.
Interessant ist die dezente Unterbringung des Jugendstils auf Vorder- und Rückseite, welche sich erst unter genauerer Betrachtung zu erkennen gibt. Beispielsweise ist die „pflanzenähnliche Struktur“, die die Rückseite umrahmt, typisch für den Jugendstil; ebenso ein Teil der Ornamentik auf der Vorderseite, beispielsweise die Umrahmung der beiden Allegorien.

## Wertseite

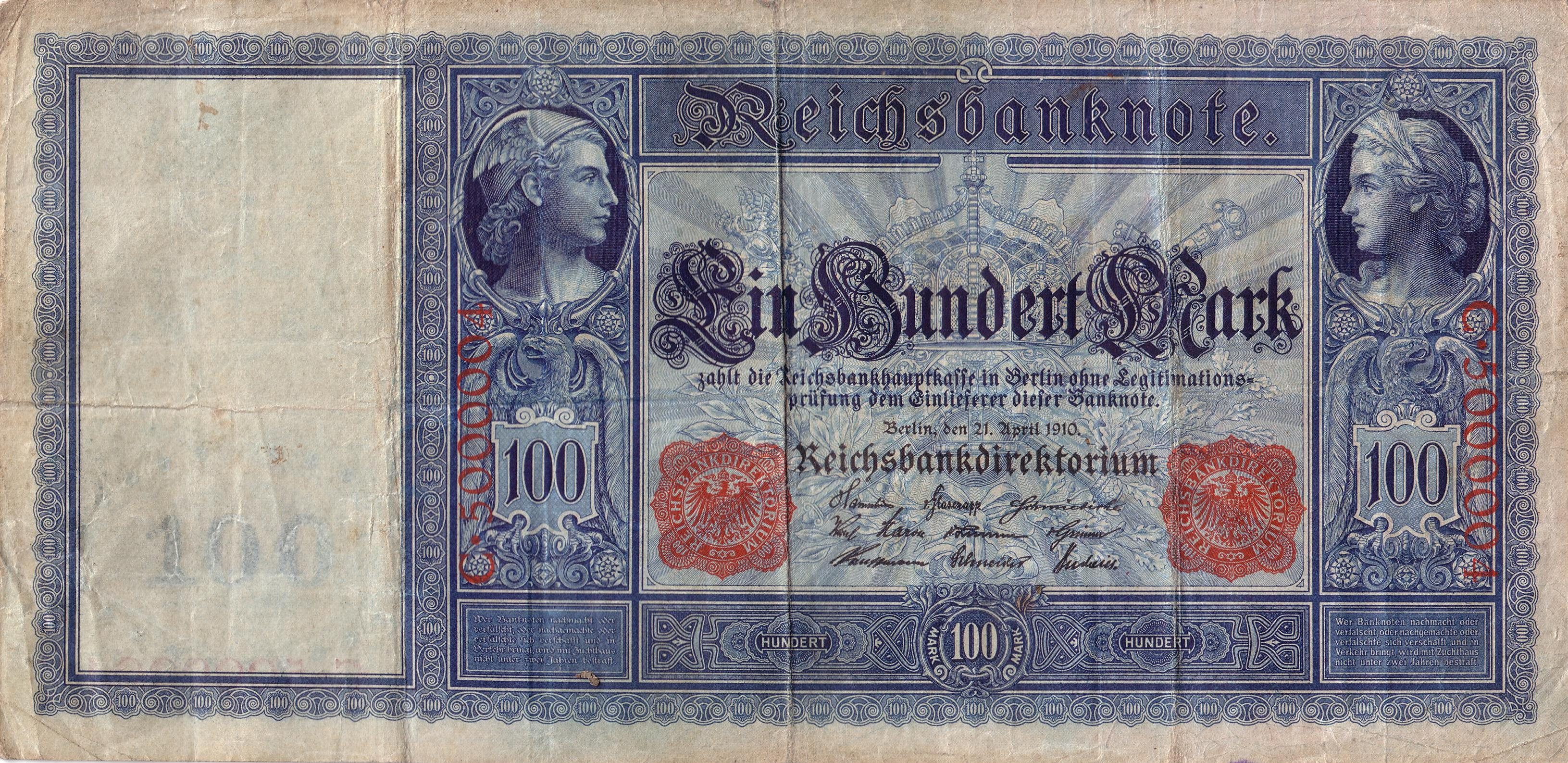
Wertseite

Auf der Wertseite der Banknote befinden sich von Links ausgehend:
- Wasserzeichen (Bild von Kaiser Wilhelm I.)
- 100 in Ziffern
- Seriennummer neben dem Götterboten Hermes, und wertzahltragendem Adler
- Hinweis auf Bestrafung bei Fälschung in Frakturschrift
- Schriftzug Reichsbanknote, Ein Hundert Mark, Auszahlungsgarantie, Druckdatum,
- Zwei kaiserliche Siegel, Unterschriften des Reichsbankdirektoriums,
- Im Hintergrund die Reichskleinodien mit der Kaiserkrone, gekreuztem Zepter und Albrechtschwert. Den Mittelpunkt bildet der Reichsapfel. Darunter ein Gebinde aus Eichen- und Lorbeerblattwerk. Aus dem Zentrum kommt ein Strahlenkranz.
- Flora oder Ceres mit Ährenkranz, darunter Wertzahltragender Adler, Seriennummer
- Hinweis auf Bestrafung bei Fälschung in lateinischen Druckbuchstaben

## Bildseite

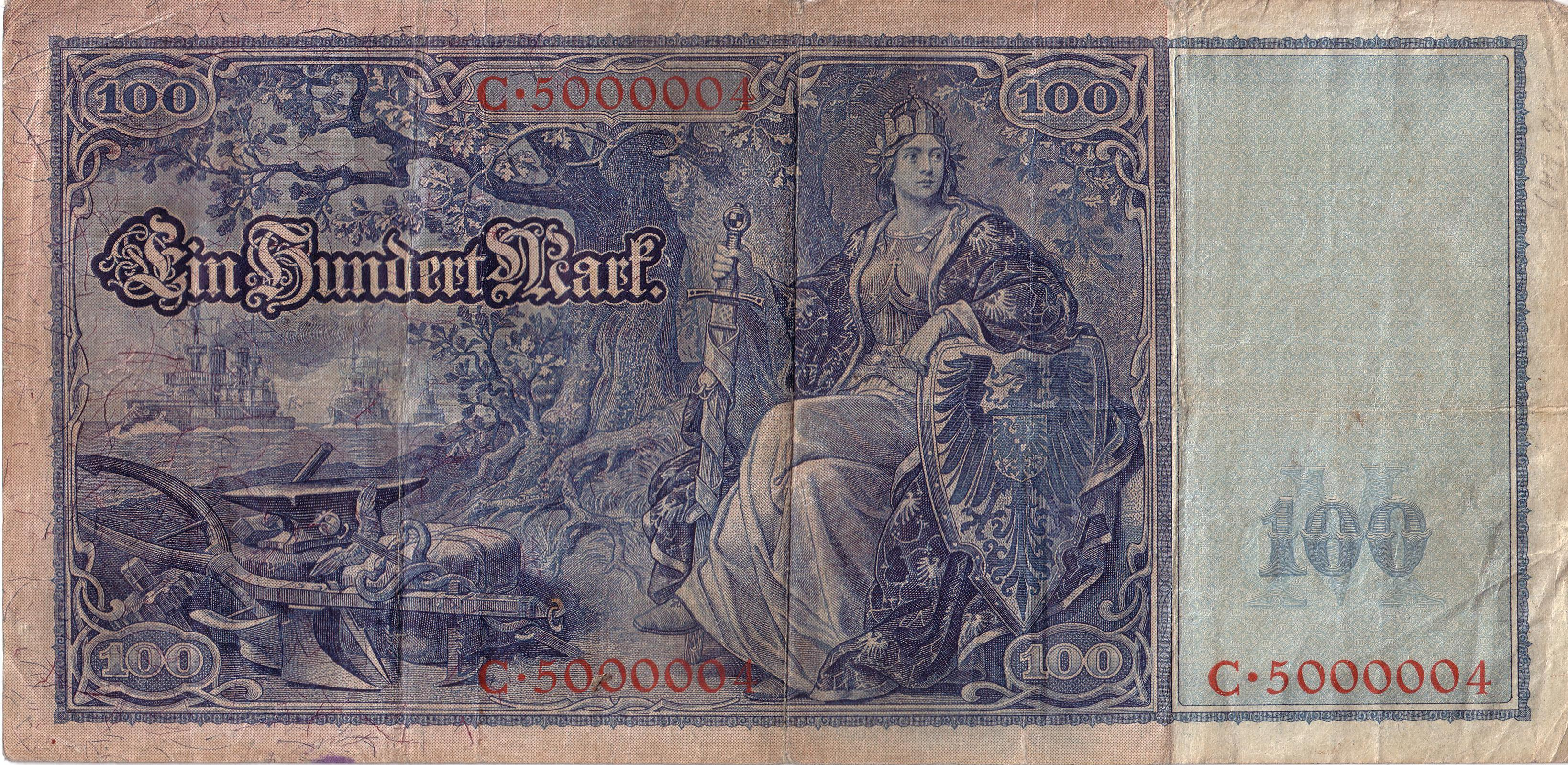
Bildseite

Auf der Bildseite befinden sich von Links ausgehend:
- der Schriftzug „Ein Hundert Mark“
- Kaiserliche Flotte
- allegorische Arbeitsgeräte  (Pflug für Landwirtschaft, Amboss für Handwerk, Zahnrad für Industrie, Paket für Kolonialwaren und Hermesstab für den Handel)
- Eiche als Symbol für Deutschland
- Eine wohl gerüstete und wachsame aber gelassene (mit überschlagenen Beinen) Germania. Sie stützt sich auf den Schild mit dem Reichsadler. Das Schwert hat sie ein wenig aus der Scheide gezogen. Sie trägt die Kaiserkrone und Lorbeeren (militärischer Ruhm) und einen schweren Krönungsmantel.
- Bild wird von pflanzenähnlichen Strukturen umgeben, welche die Wertzahl und Seriennummer tragen
- Wasserzeichen mit Seriennummer und Wertangabe

## Belege
1. ↑  Uwe Walter: Germania, Zahnrad, Hansaruhm. Der "blaue Hunderter" von 1908 als Quelle für die Mentalität der wilhelminischen Epoche. In: Geschichte lernen. Nr. 9. Klett, Stuttgart 1996, S. 55–58.
2. ↑  Holger Rosenberg: Die Banknoten des Deutschen Reiches ab 1871. 8. Auflage, Hamburg, 1991, S. 26–29.